# Păulești, Hunedoara
Păulești este un sat în comuna Bulzeștii de Sus din județul Hunedoara, Transilvania, România.